# Givrand

Givrand este o comună în departamentul Vendée, Franța. În 2009 avea o populație de 1,946 de locuitori.